# Zuidelijke Sierra Madre
De Zuidelijke Sierra Madre (Spaans: Sierra Madre del Sur) is een bergketen in Mexico. Het gebergte strekt zich uit van Michoacán door Guerrero tot Oaxaca.
Het hoogste punt van de Westelijke Sierra Madre is 3703 meter in het centrum van Guerrero. Het gebergte ligt ten zuiden van de Trans-Mexicaanse Vulkanengordel, waarvan het gescheiden wordt door de Río Balsas. In het noorden van Oaxaca loopt het gebergte over in de Sierra Mixteca en in het oosten van Oaxaca, voorbij de landengte van Tehuantepec, in de Sierra Madre de Chiapas. Het gebergte is bekend vanwege de rijkdom aan endemische soorten en haar biodiversiteit. In de bergen van de Zuidelijke Sierra Madre leven onder andere de Zapoteken en de Mixteken.
De Zuidelijke Sierra Madre en haar bewoners worden in een nummer, geschreven door Hans Hee, bezongen. Verschillende Duitse en Nederlandse artiesten zoals Heino, Mieke Telkamp, Beppie Kraft en Stef Ekkel hebben een versie van dit nummer opgenomen.